# Baki the Grappler
Baki the Grappler (яп. グラップラー刃牙) — манґа Кейсуке Ітаґакі, яка оповідає про Хамме Бакі, сина найсильнішої людини на землі, який вирішив перевершити свого батька. Згодом, на основі манґи було знято аніме.

## Сюжет
Підліток Хамма Бакі — найсильніший хлопець у своєму районі. Він перемагає чемпіона з боксу, майстри боїв без правил та навіть гірську Горилу. Але коли він вирішив битися зі своїм батьком, то зазнає поразки. Його мати заступається за нього і гине. Бакі вирішує помститися та надходить підпільну організацію боїв без правил.